# Långtjärnen (Jörns socken, Västerbotten, 723199-169846)
Långtjärnen är en sjö i Skellefteå kommun i Västerbotten och ingår i Kågeälvens huvudavrinningsområde.